# Подокарпові
Подокарпові (Podocarpaceae) — родина хвойних рослин, яка складається з 18 родів і, згідно з МСОП, 174 видів. Однак, нещодавні (XXI ст.) генетичні дослідження показали, що в склад родини слід включити ще один до цього монотиповий рід, Phyllocladus.

## Хронологія систематики подокарпових
- 1786 — Solander. Dacrydium описаний.
- 1788 — Gaertner. Nageia описаний і, в основному, з 1840 по 1990 види переноситься з Podocarpus в Nageia.
- 1807 — L'Heritier. Podocarpus описаний і починає накопичувати види, процес, який триває і сьогодні.
- 1825 — Richard. Phyllocladus описаний. Ніхто ніколи не плутав з ним будь-який з інших подокарпових.
- 1845 — Hooker f. Microcachrys описаний.
- 1850 — Archer. Pherosphaera описаний, отримавши кілька нових видів з Microcachrys.
- 1851 — Lindley. Saxegothaea описаний.
- 1861 — Phil. Prumnopitys описаний, але залишається монотиповим 117 років.
- 1903 — Pilger. Acmopyle описаний.
- 1969 — de Laubenfels. Види Nageia перепризначені в новий рід Decussocarpus. Dacrycarpus відокремлений від Podocarpus. Falcatifolium описаний, в основному новими видами.
- 1972 — de Laubenfels. Parasitaxus описаний.
- 1978 — de Laubenfels. Сім видів Podocarpus призначені в Prumnopitys.
- 1982 — Quinn. Halocarpus, Lagarostrobos, і Lepidothamnus відокремлені від Dacrydium.
- 1987 — de Laubenfels. Decussocarpus визнаний недійсним а види переведені в Nageia.
- 1989 — Page. Afrocarpus відокремлений від Nageia і Podocarpus. Retrophyllum відокремлений від Nageia.
- 1995 — Molloy. Manoao відокремлений від Lagarostrobos.
- 2004 — Brummitt et al. Сортування вкрай заплутаних номенклатур Diselma, Microcachrys, Microstrobos і Pherosphaera, що означає ряд нових видів.

## Поширення, екологія
Родина поширена переважно в Австралазійській області, більшість таксонів перебуває від Нової Зеландії до Південно-Східної Азії. Більшість видів не мають широкого поширення, а обмежені на одному або кількох островах, а саме, Тасманія, Нова Зеландія, Нова Каледонія, Нова Гвінея, Філіппіни, Борнео. Деякі види родів Dacrydium, Lepidothamnus, Nageia, Podocarpus, Prumnopitys і Saxegothaea перебувають за Австралазією, в Індії, Японії, Китаю, Африці, Карибському басейні й Новому Світі на південь від Мексики до Чилі. Saxegothaea, монотиповий рід знайдений в Чилі та Аргентині, це єдиний рід, без представників в Австралазійської області. Більшість членів родини — дерева мокрих тропічних або субтропічних (часто, тропічних гір) лісів. Деякі з них невеликі дерева або чагарники що створюють підлісок. Подокарпові — одна з небагатьох груп хвойних, що продовжує процвітати в межах панування покритонасінних, чому сприяє зокрема сплощене, часто широке листя, що сприяє ефективному збиранню світла в затінених умовах.

## Морфологія
Вічнозелені чагарники або дерева, як правило, з прямим стовбуром і більш-менш горизонтальними гілками. Листки зазвичай розташовані по спіралі, іноді навпроти, лускоподібні, голчасті, або більш відособлені, плоскі й листоподібні, від лінійних до ланцетних. Однодомні або дводомні. Пилкові шишки зазвичай сережкоподібні; тичинки численні, розташовані близько один до одного, пилкові зерна зазвичай крилаті. Жіночі шишки зріють один рік, багато зводяться до кількох м'ясистих приквітків або лусок. Насіння повністю вкрите м'ясистою структурою, безкриле. Сім'ядолі 2.
Найбільше дерево з виду Podocarpus totara сягає висоти більш як 50 м. Podocarpaceae також має найменше з хвойних у світі, Lepidothamnus fonkii. Найстарішим деревам з виду Dacrydium cupressinum приблизно 1200 років.

## Використання
Хоча це друга за величиною родина хвойних, Podocarpaceae набагато менш відома, ніж дві інші великі родини, соснові й кипарисові. Є кілька можливих причин цієї ситуації. Podocarpaceae є головним чином тропічна родина, таким чином, кілька видів викликають інтерес серед європейської садівничої спільноти своєю декоративною цінністю. Крім кількох місцевих винятків (наприклад, Нова Зеландія), родина не має великої економічної важливості. Тільки кілька видів експлуатуються на деревину, і їх вирубка здебільшого значно зменшилася. Більшість видів у родині зустрічаються в тропічних лісах, де панує дуже багато видів покритонасінних дерев, тому родина не має такого екологічного значення, як соснові або кипарисові. Нарешті, родина, в першу чергу, перебуває у країнах третього світу, де рослини в цілому мало досліджують, якщо вони економічно не важливі. Це сумний стан справ, тому що подокарпові, ймовірно, містять більше видів, що перебувають під загрозою вирубок і втрати місць проживання, ніж будь-яка інша родина. З урахуванням вищевикладених міркувань, здається неминучим, що багатьом таксонам подокарпових загрожує зникнення в найближчі десятиліття.